# Love City Groove
Love City Groove foi a banda britânica de Manchester que representou o Reino Unido no Festival Eurovisão da Canção 1995, onde interpretou o tema "Love City Groove depois de ganho a final britânica. A referida canção terminou em 10.º lugar com 76 pontos e alcançou o nº7 do UK Singles Chart. Love City Groove foi formada por alunos originários da BRIT School For Performing Arts & Technology. A banda era formada por Stephen Rudden, Jay Williams, Yinka Charles (aka 'Reason') e Paul Hardy.
Apesar do sucesso da canção no Festival Eurovisão da Canção 1995 que chegou a vender 200.000 cópias no Reino Unido, mas a banda teve dificuldades em repetir a proeza. O disco seguinte "Soft Spot" não foi além do n.º 84 do top de vendas.  O disco seguinte  "J.U.M.P" ainda foi pior, não alcançando sequer  o nº 100 (atingiu o nº 106). O seu álbum de estreia Hard Times foi um flop, pois vendeu muito pouco. Por isso, não restou outra coisa que terminar o seu contrato com a gravadora/editora Planet 3.
Um ano depois, a banda voltou com versão cover da canção "I Found Lovin'". Mais uma vez foi um fracasso vendas e a banda dissolveu-se, pois o disco não foi além do nº 98 do top.  Dos membros da banda, apenas Stephen Rudden e Paul Hardy continuaram uma carreira musical, compondo, entrando em outras bandas ou cantando. 